# Eiweißfällung
Die Eiweißfällung ist eine wichtige Grundlage vieler Prozesse in der Lebensmittelherstellung und -verarbeitung, die zur Abtrennung von Proteinen (Eiweiß) aus Flüssigkeiten angewandt wird. Daneben wird sie auch in der Chemie vielfach angewendet.

## Lebensmittelherstellung
In der Bierbrauerei geschieht die Eiweißfällung in der Würzepfanne beim Läutern.
Bei der Käse- oder Quarkherstellung wird das Milcheiweiß durch Lab- oder Säure-Zugabe ausgefällt und weiterverarbeitet.
Beim Kochen wird durch Klären das Eiweiß durch erhitzen aus der jeweiligen Flüssigkeit ausgefällt.

## Chemie
Bei vielen klassischen, nasschemischen Analysen von Milch, Blut oder anderen eiweißhaltigen Flüssigkeiten werden die Eiweiße ausgefällt, da sie zum Beispiel den Nachweis von Zucker stören können. Die Fällung geschieht mit Salz, Hitze, Säuren oder anderen Chemikalien.